# Ярмак, Сергей Фёдорович
Серге́й Фёдорович Ярма́к (30 марта 1923 года — 22 февраля 1944 года) — участник Великой Отечественной войны, командир миномётного расчёта 78-го гвардейского стрелкового полка 25-й гвардейской стрелковой дивизии 6-й армии Юго-Западного фронта, Герой Советского Союза, гвардии младший сержант.

## Биография
Родился 30 марта 1923 года в селе Бабаи, ныне пгт. Харьковского района Харьковской области, в семье крестьянина. Украинец. Образование начальное. Работал на авиазаводе. В Красной Армии с 1943 года, с марта этого же года — на фронте.
Гвардии младший сержант Ярмак в ночь на 26 сентября 1943 года первым из миномётчиков полка преодолел Днепр в районе села Войсковое (Солонянский район Днепропетровской области). Отражая контратаки врага, миномётный расчёт нанёс ему значительный урон, что способствовало успеху боевых действий на плацдарме. Был ранен в бою и умер в 31-м отдельном медико-санитарном батальоне 22 февраля 1944 года.
Указом Президиума Верховного Совета СССР от 19 марта 1944 года за мужество, отвагу и героизм, проявленные в борьбе с немецко-фашистскими захватчиками, гвардии младший сержант Ярмак Сергей Фёдорович удостоен звания Героя Советского Союза.
Похоронен в деревне Журавка Шполянского района Черкасской области.

## Награды
- Медаль «Золотая Звезда» Героя Советского Союза;
- орден Ленина;
- орден Красной Звезды;
- орден Славы III степени.

## Память
- На родине, в Бабаях, именем Героя названа улица и пионерская дружина в школе.